# كانا نيشينو
إسمها الحقيقي نيشينو كاناكو (باليابانية: 西野カナ) وإسمها الفني كانا نيشينو (بالإنجليزية: Kana Nishino)‏ هي مغنية بوب يابانية ولدت في يوم 18 مارس 1989 في مدينة ماتسوساكا، ميه في اليابان، تعتبر من أشهر المغنيات المراهقات في اليابان حيث نالت عدة جوائز، درست أيضاً الأدب الإنجليزي وغنت مع فرقة الديو الأسترالية نيرفو وغنت أيضاً في مسلسلات الأنمي مثل ناروتو شيبودن وسول إيتر.

## روابط خارجية
- كانا نيشينو على موقع IMDb (الإنجليزية)
- كانا نيشينو على موقع ميوزك برينز (الإنجليزية)
- كانا نيشينو على موقع أول ميوزيك (الإنجليزية)
- كانا نيشينو على موقع ديسكوغز (الإنجليزية)
- كانا نيشينو على موقع قاعدة بيانات الفيلم (الإنجليزية)
- كانا نيشينو على موقع ANN person (الإنجليزية)